# 日本国憲法第62条
日本国憲法 第62条（にほんこく（にっぽんこく）けんぽう だい62じょう）は、日本国憲法の第4章にある条文で、議院の国政調査権について規定している。

## 条文
日本国憲法、e-Gov法令検索。

第六十二条両議院は、各々国政に関する調査を行ひ、これに関して、証人の出頭及び証言並びに記録の提出を要求することができる。

## 解説

### 学説
下記は通説である。
- 独立権能説
- 補助的権能説

国政調査権の歴史は、17世紀のイギリス議会を起源としている。

## 沿革

### 大日本帝国憲法
なし

### GHQ草案
「GHQ草案」、国立国会図書館「日本国憲法の誕生」。

#### 日本語
第五十四条国会ハ調査ヲ行ヒ証人ノ出頭及証言供述並ニ記録ノ提出ヲ強制シ且之ニ応セサル者ヲ処罰スル権限ヲ有スヘシ

#### 英語
Article LIV.The Diet shall have the power to conduct investigations, to compel the attendance and testimony of witnesses and the production of records, and to punish for refusal to comply.

### 憲法改正草案要綱
「憲法改正草案要綱」、国立国会図書館「日本国憲法の誕生」。

第五十七両議院ハ各々国務ニ関スル調査ヲ為シ之ニ関スル証人ノ出頭、証言ノ供述及記録ノ提出ヲ要求スルコトヲ得ルモノトシ此ノ場合

### 憲法改正草案
「憲法改正草案」、国立国会図書館「日本国憲法の誕生」。

第五十八条両議院は、各々国務に関する調査を行ひ、これに関して証人の出頭、証言の供述及び記録の提出を要求することができる。

### 帝国憲法改正案
「帝国憲法改正案」、国立国会図書館「日本国憲法の誕生」。

第五十八条両議院は、各々国務に関する調査を行ひ、これに関して証人の出頭及び証言並びに記録の提出を要求することができる。